# Hernandia lychnifera
Hernandia lychnifera är en tvåhjärtbladig växtart som beskrevs av M.H. Grayum & N.A. Zamora. Hernandia lychnifera ingår i släktet Hernandia och familjen Hernandiaceae. Inga underarter finns listade i Catalogue of Life.